# Djoiezi
Djoiezi est une ville de l'île de Mohéli, dans l'union des Comores. Sa population était estimée à 3 271 habitants en 2010. Par ces ancêtres, elle est la ville mère de l'île. Mais aussi la ville la plus intellectuelle par ces habitants. Elle aussi une de ces villes les plus dynamiques de l'archipel de Comores.

## Personnalités
- Djoiezi est le lieu de naissance du premier président de Moheli, Ikililou Dhoinine.
- L'ancien secrétaire général Dd Ll COI[Lequel ?][incompréhensible], Hamadi Madi Boléro.